# München-Neuperlach Süd (przystanek kolejowy)
München Neuperlach Süd – przystanek kolejowy w Monachium, w kraju związkowym Bawaria, w Niemczech. Znajduje się tu 1 peron. Znajduje się tu również stacja końcowa metra w Monachium, na linii U5. Stacja metra została otwarta 18 października 1980.